# Crasna, Gorj
Crasna este satul de reședință al comunei cu același nume din județul Gorj, Oltenia, România. Se află în partea de nord-est a județului,  în ulucul depresionar subcarpatic. În satul Crasna se află mănăstirea Crasna, întemeiată în 1636 de marele pitar Dumitru Filișanu. După un secol de la întemeiere a decăzut la treapta de schit, pentru ca la 12 noiembrie 1752 să devină metoh al Episcopiei de Râmnic. Biserica, de tip bizantin, are pereți puțin înalți decorați cu un brâu de cărămidă sub streașină și cu arcuri ce par a se rezema pe o bogată colonadă ce înconjoară biserica, cu o singură turlă octogonală așezată pe o bază pătrată deasupra naosului. Pictura în frescă a fost realizată la 1757 în timpul egumenului Vartolomei Hotinescu și în primii ani ai secolului al XIX-lea. Chiliile au fost realizate tot în secolul al XVIII-lea — corpul sudic, care cuprinde și clopotnița, celelalte dinspre nord au fost refăcute în secolul al XX-lea, pe locul celor vechi, ruinate.

## Vezi și
- Biserica de lemn din Crasna din Deal
- Biserica de lemn din Crasna din Vale
- Biserica de lemn din Crasna-Ungureni